# Řeka Canje (Guyana)
Řeka Canje se nalézá v Guyaně, je hlavním přítokem řeky Berbice.

## Historie
Holandští kolonisté založili při řece osadu s názvem Concordia Post. V roce 1763 tam začala vzpoura otroků na dvou plantážích.

## Cukrová třtina
Řeka Canje dodává vodu pro Guyanskou cukrovou kooperaci.

## Kanál Torani
Kanál Torani je 19 km dlouhý a spojuje řeky Canje a Berbice.